# 리브라주드

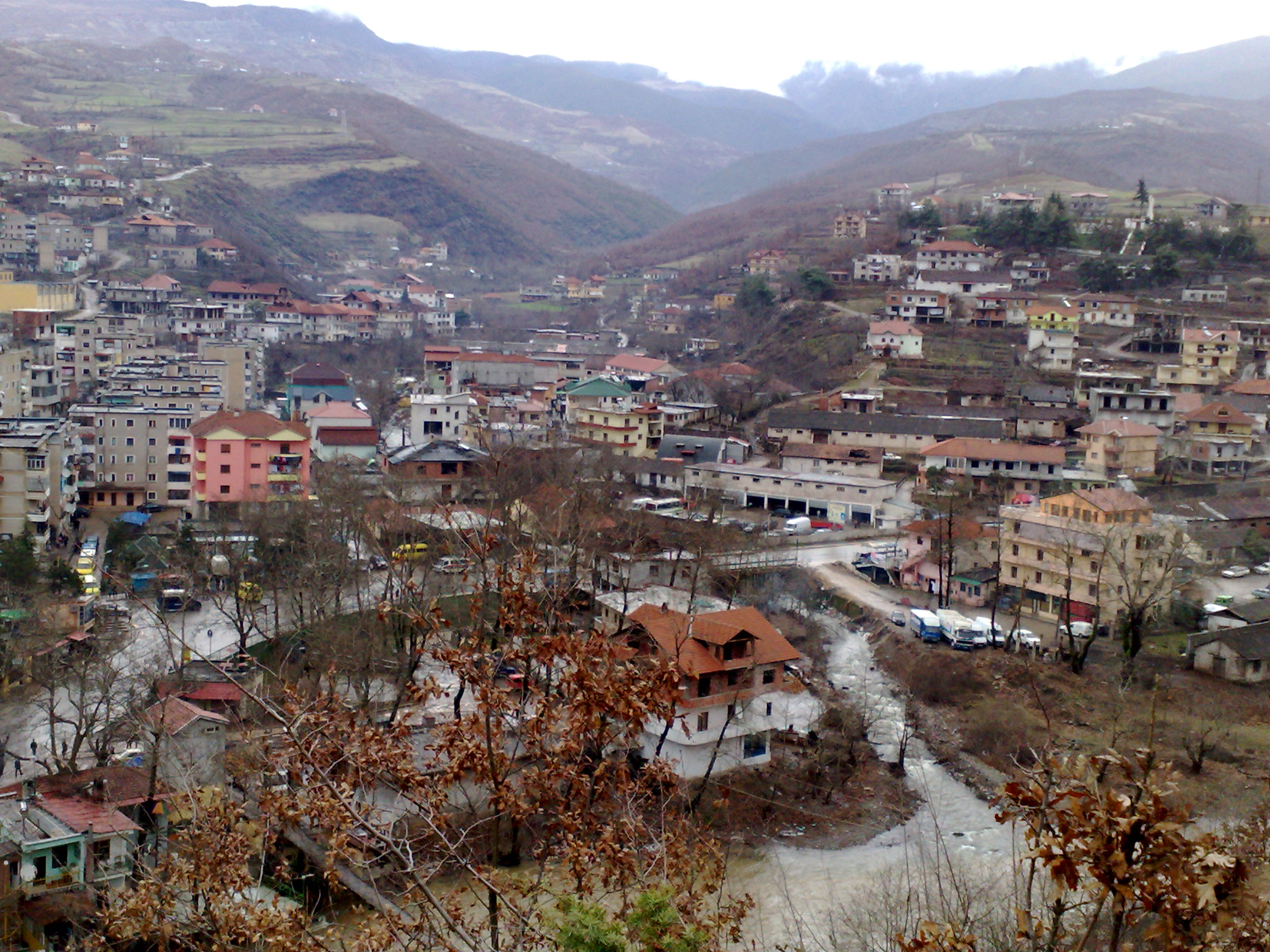
리브라주드

리브라주드(알바니아어: Librazhd)는 알바니아 동부 엘바산주의 도시로 면적은 793.36km2, 높이는 249m, 인구는 31,892명(2011년 기준), 인구 밀도는 40명/km2이다.